# Miracorvina angolensis
Miracorvina angolensis es una especie de pez de la familia Sciaenidae en el orden de los Perciformes.

## Morfología
Los machos pueden llegar alcanzar los 128 cm de longitud total y 2.000 g de peso.

## Alimentación
Come crustáceos

## Hábitat
Es un pez de clima tropical y demersal que vive entre 50-300 m de profundidad.

## Distribución geográfica
Se encuentra en el Océano Atlántico oriental: desde el Golfo de Guinea hasta el sur de Angola.

## Observaciones
Es inofensivo para los humanos.